# Jamaikanische Badmintonmeisterschaft 1974
Die Jamaikanische Badmintonmeisterschaft 1974 fand vom 30. September bis zum 4. Oktober 1974 in der National Arena in Kingston statt. Es war die 27. Austragung der nationalen Titelkämpfe im Badminton von Jamaika. 151 Teilnehmer meldeten für das von Jamintel gesponserte Turnier.

## Titelträger
| Disziplin    | Sieger                          |
| ------------ | ------------------------------- |
| Herreneinzel | Richard Wong                    |
| Dameneinzel  | Jennifer Haddad                 |
| Herrendoppel | Richard Roberts Anthony Garcia  |
| Damendoppel  | Jennifer Haddad Norma Haddad    |
| Mixed        | Richard Roberts Jennifer Haddad |